# Fernando Tassi
Fernando Tassi (Modena, 11 febbraio 1902 – Modena, 2 novembre 1947) è stato un calciatore italiano, di ruolo difensore.

## Carriera
Terzino del Modena per la stagione 1919-1920, passò al Sassuolo, di cui fu uno dei fondatori, prima di tornare in maglia gialloblù per chiudere la carriera tra le riserve e dedicarsi alle attività di famiglia.